# Ctenophryne aequatorialis
Ctenophryne aequatorialis es una especie  de anfibio anuro de la familia Microhylidae. Se encuentra en Ecuador.